# Les Cabanasses
Les Cabanasses – miejscowość w Hiszpanii, w Katalonii, w prowincji Lleida, w comarce Alta Ribagorça, w gminie La Vall de Boí.
Według danych INE z 2005 roku miejscowość zamieszkiwało 7 osób.